# Belmez
Belmez – gmina w Hiszpanii, w prowincji Kordoba, w Andaluzji, o powierzchni 207,39 km². W 2011 roku gmina liczyła 3162 mieszkańców.